# Snöfall (TV-serie)
Snöfall (norska: Snøfall) är en norsk julkalender som visades på NRK Super 2016. Julkalendern visades dubbad till svenska i SVT julen 2017 och i YLE julen 2018.
Produktionen kostade ca 50 miljoner.
Serien vann tre pris under Gullruten 2017: bästa barn- eller ungdomsprogram, bästa ljudproduktion (Renate Bakke och Magnus Torkildsen) och bästa originalmusik (Henrik Skram). Dessutom nominerades serien i klassen bästa kvinnliga skådespelare (Kjersti Elvik), bästa fotot - drama, bästa grafisk design / VFX, bästa kostym/smink och bästa ljus/scengrafi/produktionsdesign.
Den 25 juli 2022 meddelade NRK att en uppföljare till Snöfall var i produktion och att den kommer bli julkalendern 2023.

## Handling
Serien handlar om föräldralösa Selma som drömmer om att ha en egen familj. Småningom finner hon en hemlig portal in till en sagovärlden som heter Snöfall. Där väntar både kärlek, faror och magi.

## Rollista
- Siri Skjeggedal – Selma
- Even Aakre – Håkon
- Kevin Haugan – Pil
- Charlotte Myrset – Frida
- Nils Jørgen Kaalstad – Stål, Fridas pappa
- Cecilie Mosli – Yndis, Fridas mamma
- Trond Høvik – Julius, jultomten
- Vidar Magnussen – Winter, jultomtens sekreterare
- Iselin Shumba – Hjerterud
- Kjersti Elvik – Ruth
- Johannes Joner – IQ
- Calle Hellevang-Larsen – Trixter, hemlig vän/ren
- Hege Schøyen – oraklet
- Ella Indregard Yttri – Lilli
- Fredrik Ägde – Fred
- Patrick Odhiambo Makosir – Aslak
- Philip Bargee Ramberg – Ishaan
- Niels Halstensen Skåber – grobian
- Fridtjof Beer Roland – Andor
- Dennis Emmanuel Carlie – Calle
- Sunniva Hovdhaugen – Alvine
- Dhani Singh – Varda
- Maria Bock – Normann, Pils mamma
- Espen Torkildsen – Evald
- Thomas Bye – Alfred
- Håvard Lilleheie – Kjell Svendsen
- Birgitte Larsen – advokat
- Morten Espeland – man från barnens bästa
- Tone Danielsen – dam från kalla fakta
- Ingrid Anne Yttri – läraren Anne
- Sam – hunden Casper[9]

## Lista över avsnitt
1. Selma i Vu och Julius i Snöfall
2. Antikvariat
3. Julius uppsöks av Oraklet
4. Selma rymmer
5. Selmas resa till Snöfall
6. Selma och Julius
7. Var är Julius?
8. Selma i Snöfall
9. Middag hos Winter
10. Julfesten
11. Julius har kastat luvan
12. Snöfallkampen
13. Selma vill hem
14. Julius dagbok
15. Winter och julbreven
16. Den hemliga vännen
17. Brevfåglarna
18. Släden
19. Allt hopp är borta
20. Selma uppsöks av Oraklet
21. Skugghålan
22. Mörkret
23. Kampen mot tiden
24. Julafton

## Musiken
Den 9 december 2016 släppte NRK musiken från julkalendern på CD och på Spotify, iTunes och andra digitala tjänster. Albumet innehåller 26 spår. Musiken komponerades och orkestrerades av Henrik Skram och texterna skrevs av Hanne Hagerup, Hilde Hagerup och Klaus Hagerup med undantag för spår 26; "Selmas sång" som komponerades av Eva Weel Skram och Thomas Stenersen med text av Synne Teksum. All inspelad musik framfördes av Kringkastingsorkestret under ledning av dirigent Matt Dunkley.

### Spårlista
- 01 – Sporliste
- 02 – Vignett
- 03 – Her bor jeg
- 04 – Veien til Snøfall
- 05 – Hagen
- 06 – Over vidda
- 07 – Selma
- 08 – Mysteriet i Snøfall
- 09 – Mørke
- 10 – Trixterjakt
- 11 – God morgen
- 12 – Pipehopp
- 13 – Winter
- 14 – Selma lengter hjem
- 15 – Sov i ro
- 16 – Selma og Ruth
- 17 – Julebøll
- 18 – Fra Snøfall til Vu
- 19 – Julius glade sang
- 20 – Torget
- 21 – Winter er ikke lærling
- 22 – Ny dag i Snøfall
- 23 – Den siste julekula
- 24 – Brevfuglene kommer
- 25 - Julaften
- 26 - Selmas sang

### Sångtexter
Det finns tre sånger med text, Sov i ro, Julius glade sang och Selmas sang.

### Notbok
Musiken från serien har även givits ut i eget nothäfte, av Musikk-Husets Forlag AS.